# Dom Głuchego

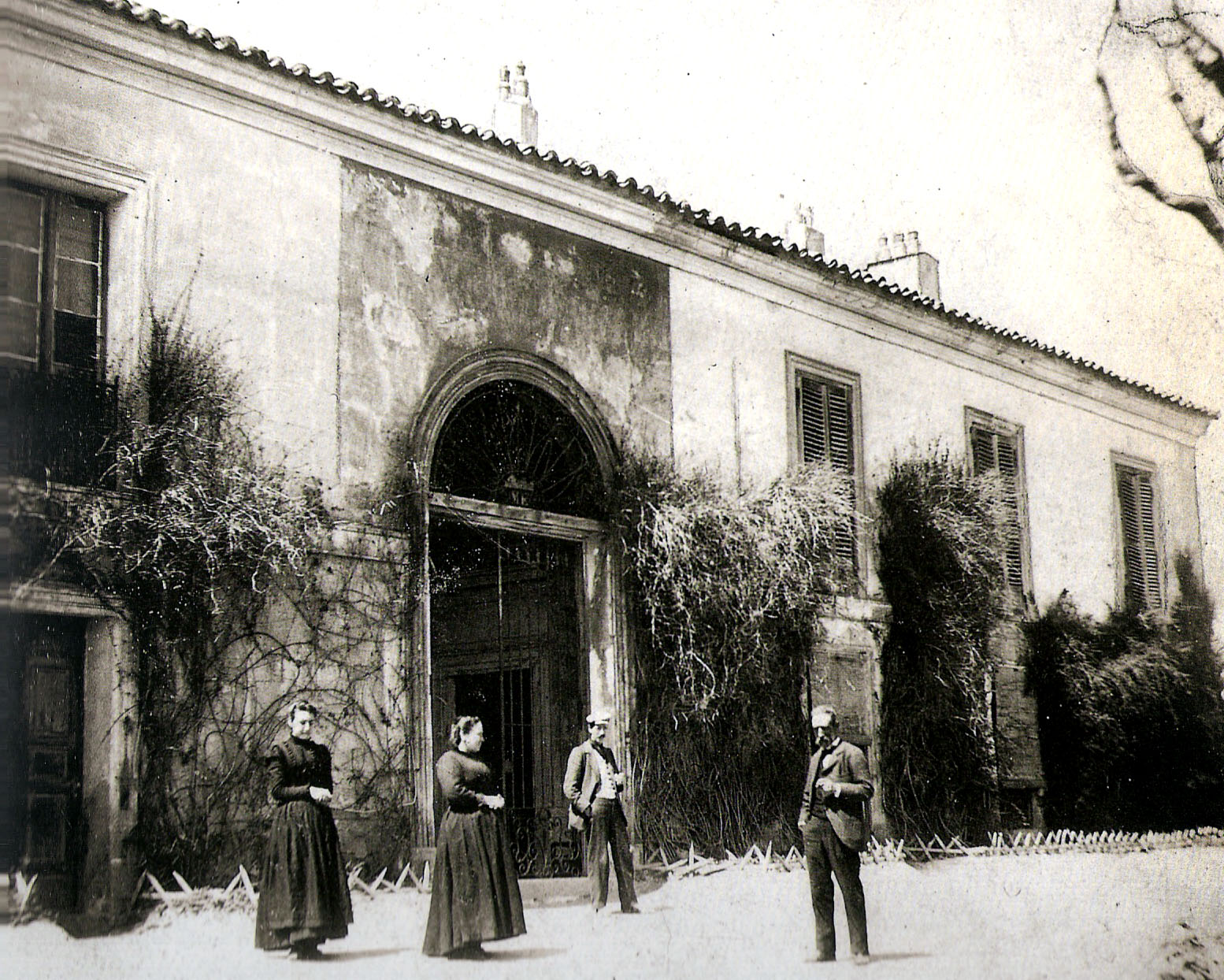
Dom Głuchego – rezydencja artysty, na której ścianach powstały czarne malowidła. Fotografia z ok. 1905 roku opublikowana w piśmie La Ilustración Española y Americana 15 lipca 1909

Fragment planu Madrytu z 1900–1901 roku z zaznaczonym domem Goi

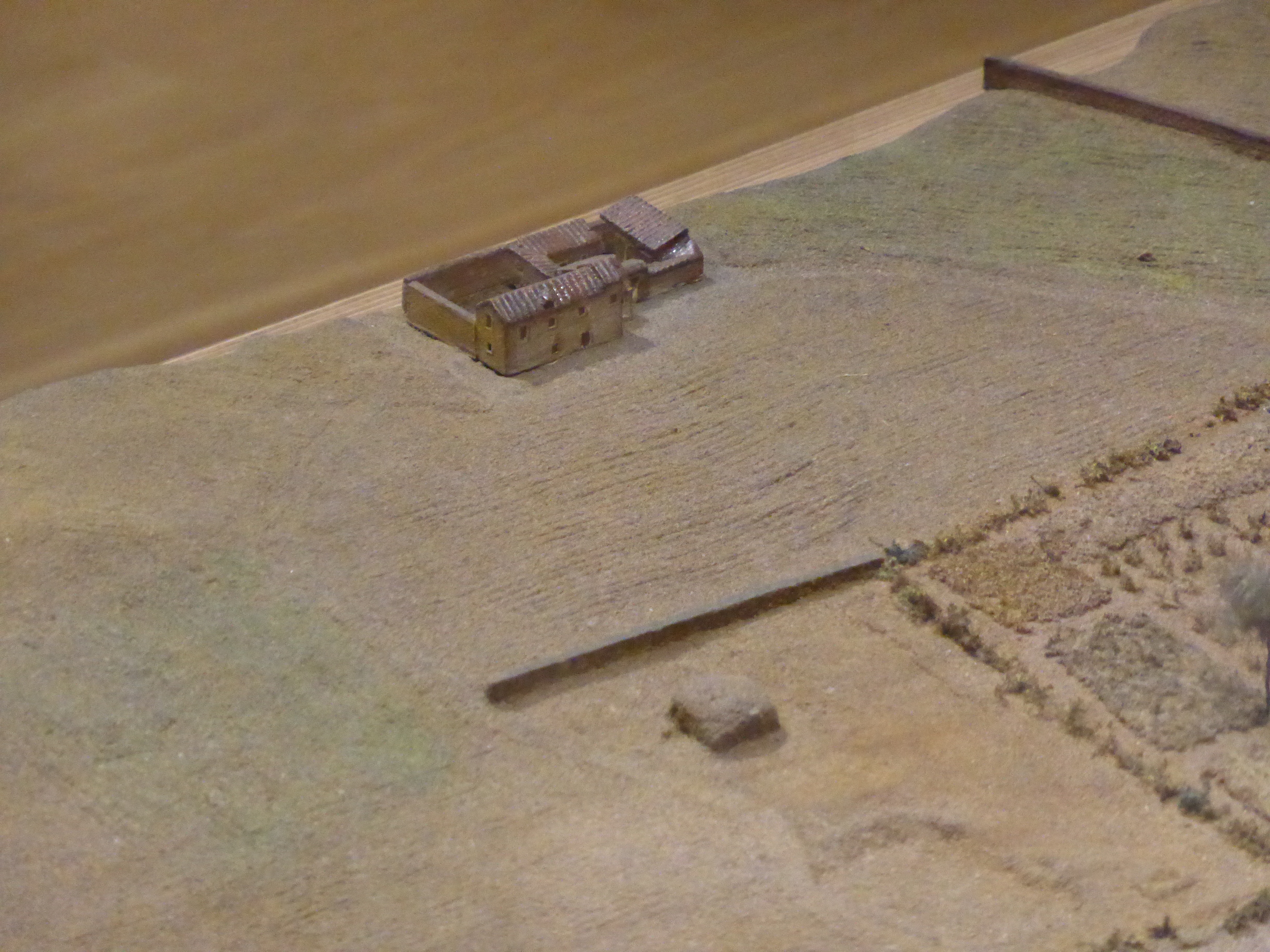
Dom Głuchego z przylegającym gospodarstwem na makiecie Madrytu wykonanej w 1828 roku

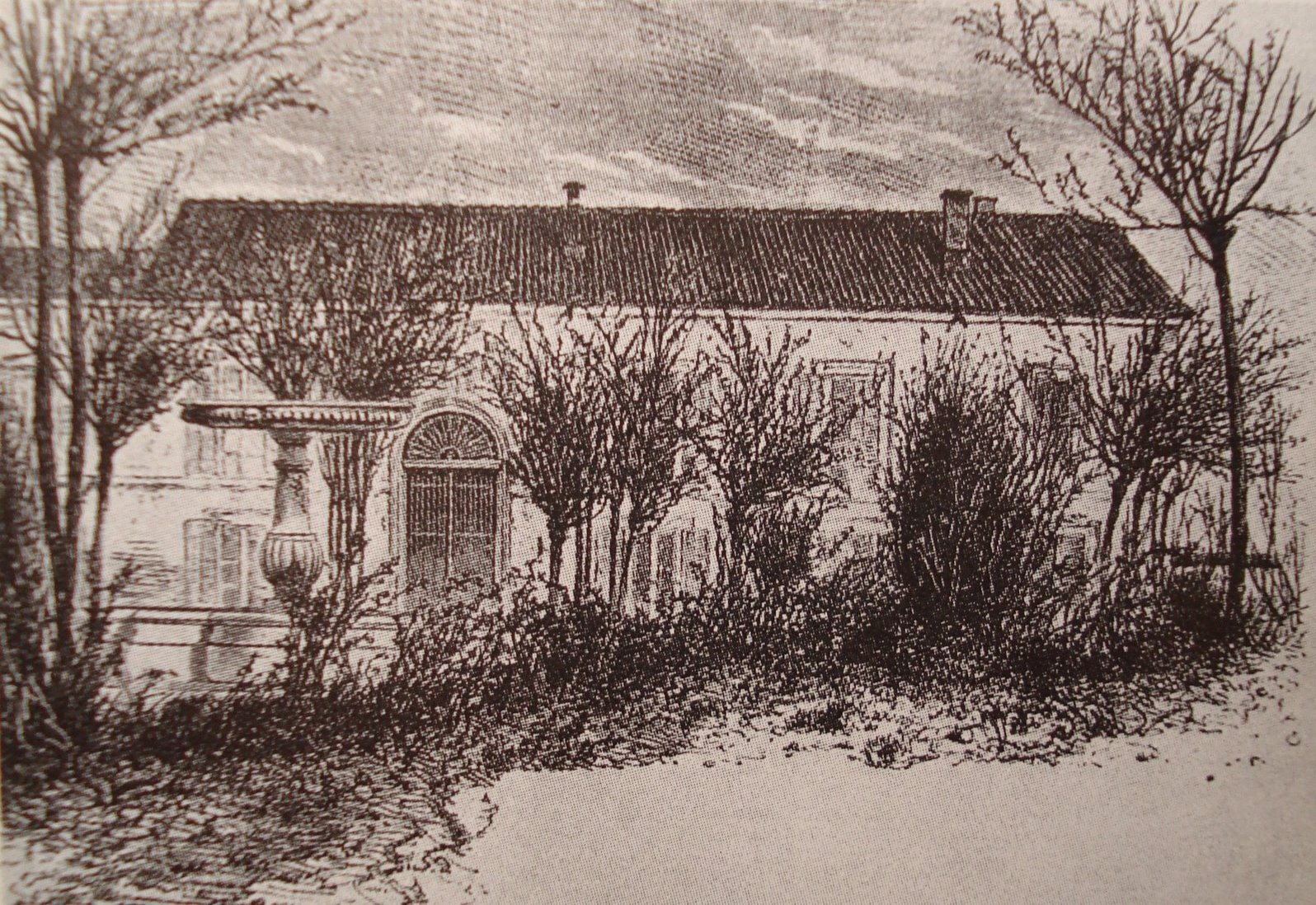
Rycina przedstawiająca Dom Głuchego, opublikowana w 1867 roku w opracowaniu Charles’a Yriarte pt. Goya

Dom Głuchego (hiszp. Quinta del Sordo lub Quinta de Goya) – nazwa nieistniejącej już madryckiej posiadłości należącej do hiszpańskiego malarza Francisca Goi (1746–1828). Artysta spędził w tej rezydencji swoje ostatnie lata w Hiszpanii, zanim z powodów politycznych wyemigrował do Francji. Dom stał się sławny, gdyż Goya namalował na jego ścianach cykl czternastu osobistych, pesymistycznych czarnych obrazów, których interpretacja jest wyzwaniem dla krytyków sztuki. Pod koniec XIX wieku te malowidła ścienne zostały przeniesione na płótno i przekazane do Muzeum Prado, gdzie obecnie się znajdują. W wyniku ekspansji miasta Dom Głuchego został wyburzony na początku XX wieku; na jego miejscu powstała stacja kolejowa.

## Lokalizacja
Posiadłość była położona na obrzeżach Madrytu, na wzgórzu nad prawym brzegiem rzeki Manzanares, ok. 300 m od mostu Puente de Segovia. Znajdowała się na drodze do eremu św. Izydora, patrona Madrytu i nieopodal łąki również dedykowanej świętemu. Pustelnia oraz źródło świętego były celem popularnych w Hiszpanii pielgrzymek, zaś na łące organizowano obchody wspomnienia św. Izydora, ważne wydarzenie w życiu miasta. Obecnie ten teren znajduje się w dzielnicy Carabanchel, ograniczony ulicami Caramuel i Juan Tornero.
Na początku XIX wieku była to praktycznie niezabudowana okolica pełna sadów, gdzieniegdzie znajdowały się pojedyncze domy. W skład posiadłości Goi wchodził dom i gospodarstwo rolne z 9,5 ha ziemi uprawnej. Opisy posiadłości, które przetrwały do dziś pochodzą głównie z drugiej połowy XIX wieku – okresu po śmierci artysty. Mowa w nich o dwupiętrowym prostokątnym domu, w którego sąsiedztwie znajdowały się ogrody, sady i tarasy ze żwiru i piasku.

## Rezydencja za życia Goi
Goya zakupił tę posiadłość 27 lutego 1819 roku za cenę 60 000 reali (reales de vellón). Dom został wybudowany w 1795 roku przez poprzedniego właściciela, adiutanta Anselma Montañeza. Montañez cierpiał na głuchotę i chociaż to do niego odnosiła się nazwa domu, pasowała również do Goi, który ogłuchł po przebytej w 1792 roku chorobie. Wdowa po Montaniezie sprzedała posiadłość Pedro Marcelino Blasco, od którego kupił ją Goya. Decyzja o opuszczeniu miasta przez artystę miała wiele możliwych przyczyn. Uważa się, że Goya wybrał tak odosobnione miejsce, aby oddalić się od dworu Ferdynanda VII lub by z dala od plotek zamieszkać ze swoją zamężną kochanką Leokadią Weiss (z domu Zorrilla). Zamieszkało z nimi również dwoje dzieci Leokadii – Guillermo i Rosario, która mogła być córką Goi.
Posiadłość malarza oprócz miejsca odpoczynku była także gospodarstwem rolnym. Goya zlecił rozbudowanie domu, powiększenie pomieszczeń dla pracowników zajmujących się ogrodem i rolą, poszerzenie winnicy, wybudowanie norii i postawienie ogrodzenia. W latach 1782–1784 powierzchnia budynku mieszkalnego wynosiła około 1000 m² (po 500 m² parter i piętro), boczne skrzydło o wymiarach 15 × 5 m zostało prawdopodobnie dodane przez malarza. Również syn Goi, Javier, który odziedziczył dom, wprowadził różne zmiany i ulepszenia. Grubość ścian wynosiła ok. 46 cm.

## Przygotowania do emigracji
W 1823 roku miała miejsce francuska interwencja zbrojna mająca na celu przywrócenie monarchii w Hiszpanii. Ludwik Antoni Burbon, książę Angoulême przybył z Bordeaux do Hiszpanii, by walczyć przeciw Wellingtonowi i pomóc swojemu kuzynowi Ferdynandowi VII odzyskać tron. We wrześniu tego samego roku nastąpił upadek Kadyksu i uwolnienie hiszpańskiego króla.
Wobec takiego rozwoju wydarzeń Goya podjął decyzję o emigracji i 7 września 1823 roku przekazał dom wraz ze znajdującymi się w nim malowidłami ściennymi swojemu siedemnastoletniemu wnukowi, Mariano. Artysta chciał w ten sposób ochronić posiadłość przez możliwymi represjami ze strony odradzającej się monarchii absolutnej Ferdynanda VII, która prześladowała profrancuskich kolaborantów i liberałów. Ponieważ Mariano był niepełnoletni i nie mógł sam utrzymać domu, w rzeczywistości posiadłość przeszła na jego ojca Javiera, syna Goi. Fakt, że Goya nie zapisał domu bezpośrednio swojemu synowi jest jednym z dowodów na ich chłodne i pełne nieufności relacje. Po wyjeździe do Francji w 1824 roku Goya jeszcze dwukrotnie odwiedził Madryt, zawsze zatrzymując się w swoim domu.

## Czarne obrazy

Rozmieszczenie czarnych obrazów w Domu Głuchego (parter i piętro budynku)

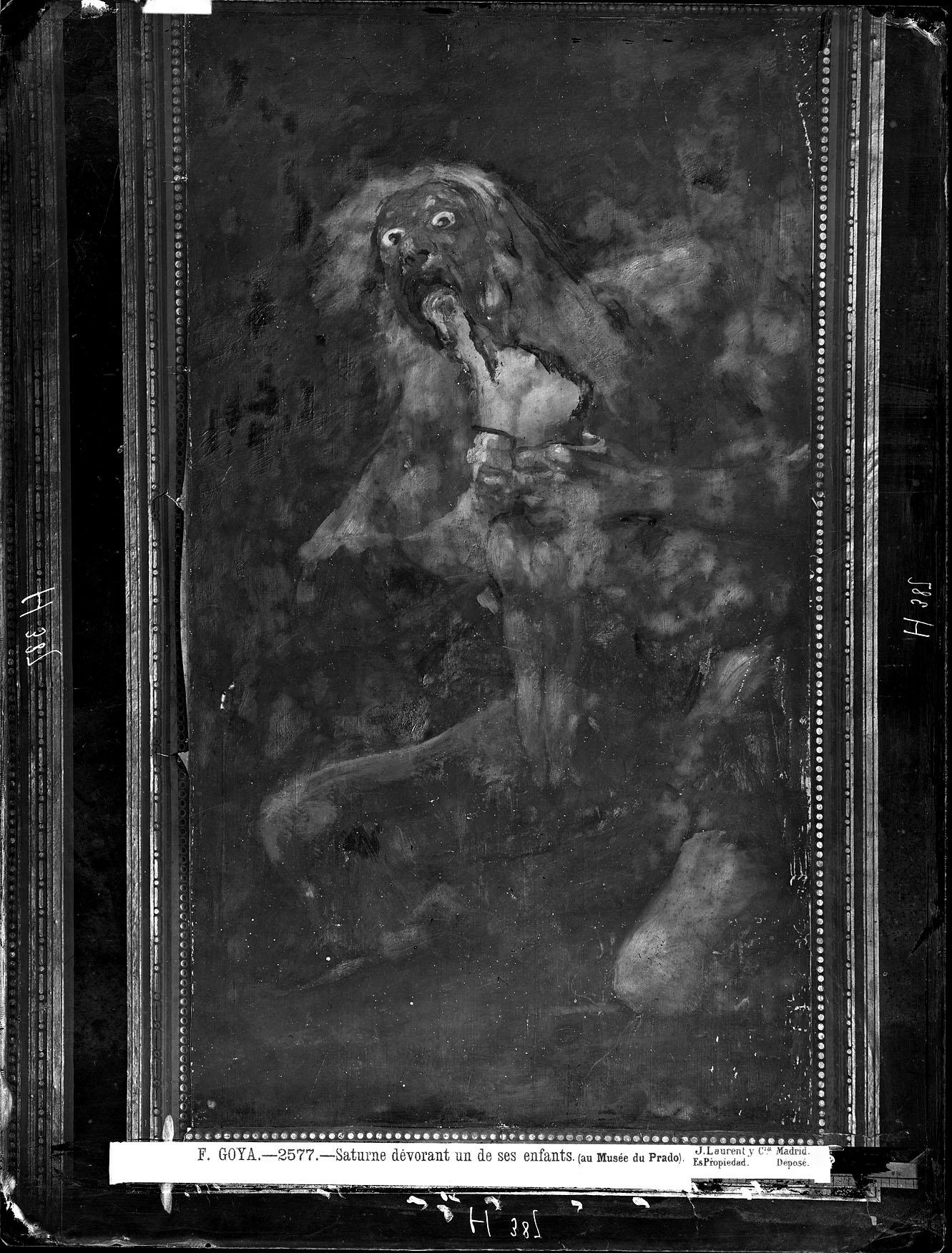
Saturn pożerający własne dzieci, jeden z czarnych obrazów na zdjęciu wykonanym przez Jeana Laurenta w Domu Głuchego ok. 1874 r., zanim obraz został przeniesiony na płótno

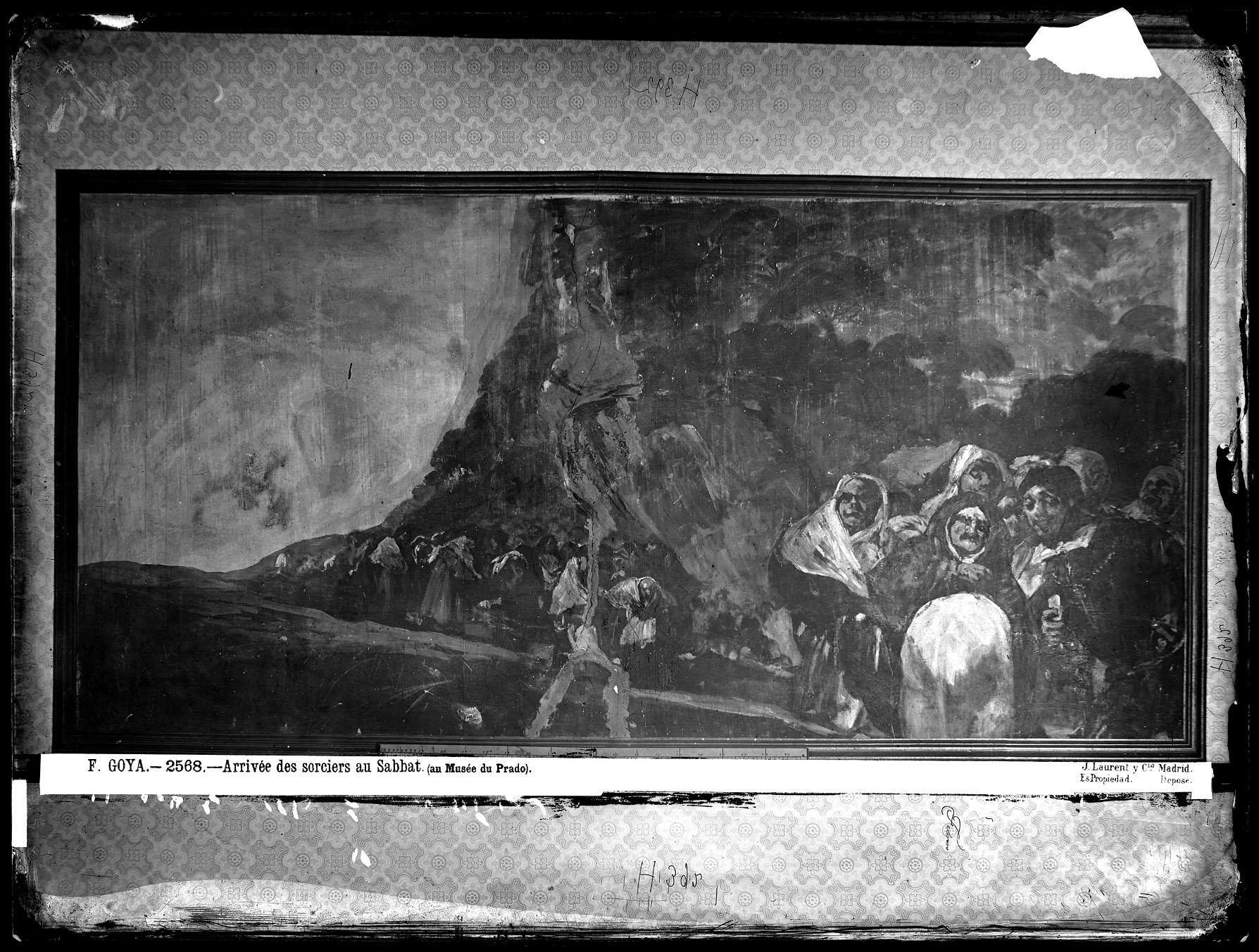
Przechadzka Świętego Oficjum na zdjęciu Jeana Laurenta – widoczny fragment tapety pokrywającej ściany na piętrze

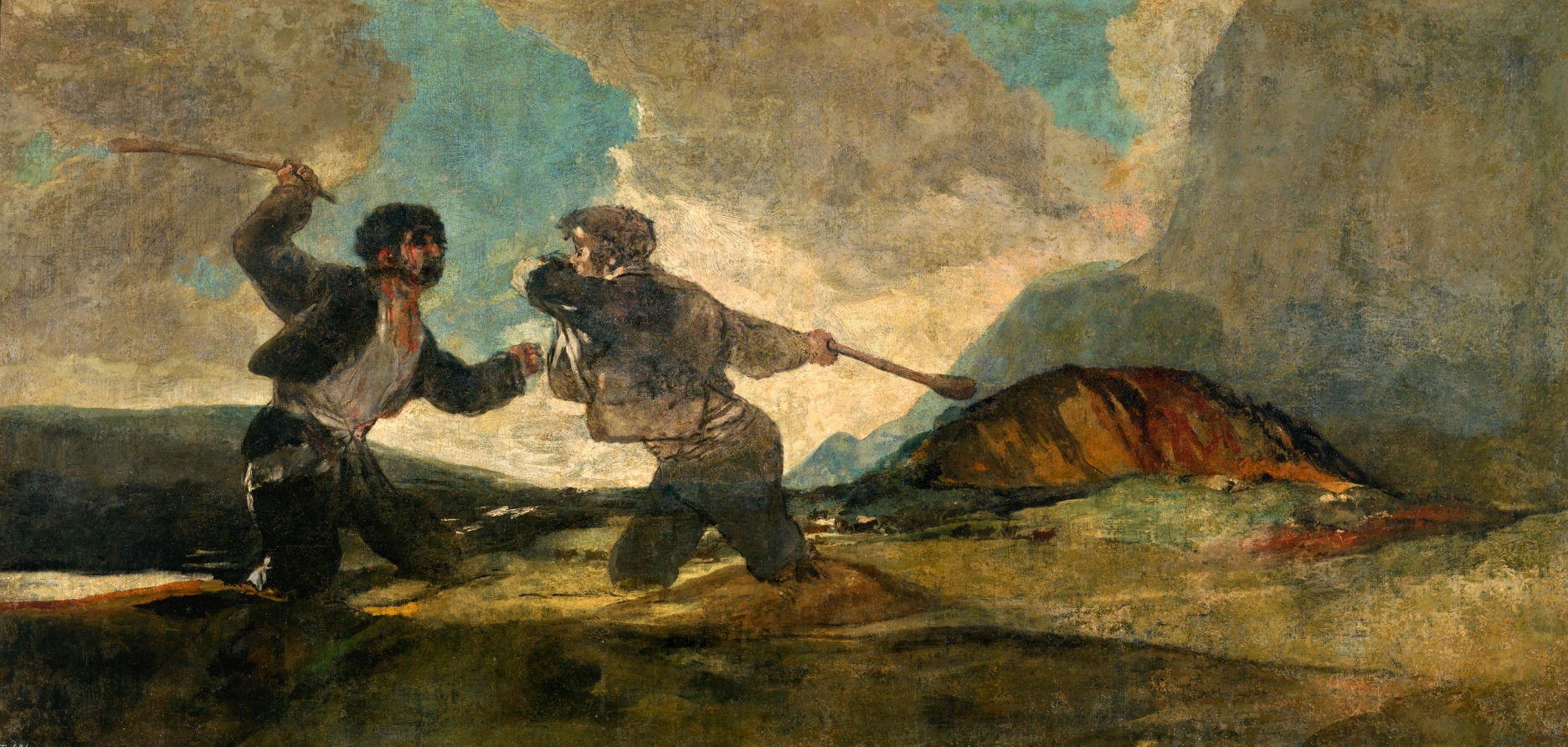
Bójka na kije – jeden z czarnych obrazów, w którym Goya wykorzystał fragment starszych malowideł zdobiących ściany jego domu

W latach 1819–1823, zanim opuścił dom, aby przenieść się do Francji, Goya stworzył serię 14 dzieł, które namalował farbą olejną bezpośrednio na ścianach domu. Zapełnił nimi przestrzenie między drzwiami i oknami w dwóch salach o powierzchni ok. 9,2 × 4,51 m każda. Pomieszczenia różniły się liczbą i układem okien.
Goya miał wtedy 73 lata; okres jego największej popularności i wpływów już minął, a on sam borykał się z problemami zdrowotnymi. Niedawno przebyte choroby, które zagrażały jego życiu, wywołały u artysty zainteresowanie starością i własną śmiertelnością. Goya przeżywał również głębokie rozgoryczenie związane z polityczną sytuacją kraju, która wywołała bratobójczą walkę pomiędzy Hiszpanami. Te dzieła, które nie były przeznaczone na widok publiczny, prawdopodobnie pomagały mu uwolnić się od pesymistycznych myśli i wizji, które dręczyły go w stanie depresji. Za temat obrał ciemne strony ludzkiej natury, gusła, starość, brzydotę, okrucieństwo i przemoc. Seria ta została nazwana czarnymi obrazami (hiszp. pinturas negras), ze względu na tematykę, kolorystykę i atmosferę malowideł.
Przez 50 lat od wyjazdu Goi niewiele osób wiedziało o istnieniu czarnych obrazów. W 1873 roku posiadłość odkupił Emil von Erlanger, francuski bankier o niemieckim pochodzeniu. Rok później zlecił przeniesienie obrazów na płótna. To delikatne zadanie, wymagające zastosowania nowatorskich technik malarskich i restauratorskich, zostało powierzone konserwatorowi sztuki z Muzeum Prado Salvadorowi Martínezowi Cubellsowi. Pomocne były również zdjęcia obrazów, wykonane w Domu Głuchego przez francuskiego fotografa – Jeana Laurenta, które posłużyły za wzór w czasie zmiany nośnika. Dzięki fotografiom Laurenta wiemy również, że obrazy miały gipsowe ramy o klasycznym zdobieniu, podobnie jak drzwi, okna i fryz pod sufitem. Według ówczesnej mody ściany pokrywały tapety pochodzące z Królewskiej Fabryki Tapet (Real Fábrica de Papel Pintado), promowanej przez Ferdynanda VII. Na parterze była to tapeta z motywami owoców i liści, a na piętrze zdobiły ją wzory geometryczne ułożone w skośne linie.

## Starsze malowidła
Badania radiologiczne wykazały, że pod czarnymi obrazami znajdowały się zupełnie inne malowidła – wiejskie scenki z niewielkimi postaciami utrzymane w pastelowej palecie. W przeciwieństwie do czarnych obrazów była to tradycyjna dekoracja, która pasowała do wiejskiej posiadłości. Większość z tych malowideł została całkowicie przykryta, ale Goya wykorzystał też fragmenty istniejących wiejskich pejzaży, m.in. w malowidle Bójka na kije. Nie jest pewne, czy pierwotne malowidła o optymistycznym charakterze i żywej kolorystyce były również dziełem Goi. Możliwe, że kryzys, który przeżywał mieszkając w Domu Głuchego, skłonił artystę do przemalowania starych obrazów i nadania im pesymistycznego wyrazu. Hiszpański historyk sztuki Valeriano Bozal skłania się ku autorstwu Goi, tłumacząc, że artysta nie korzystałby z fragmentów malowideł innego malarza. Brytyjski znawca Goi Nigel Glendinning jest zdania, że wesołe malowidła rodzajowe pokrywały ściany domu, zanim zakupił go Goya.

## Kolejni właściciele
W 1830 roku, dwa lata po śmierci malarza, Mariano przekazał dom swojemu ojcu, Javierowi. Po śmierci Javiera w 1854 roku dom znowu przeszedł na własność Mariana Goi. Posiadłością zainteresował się wtedy kataloński kupiec Narciso Bruguera, który zlecił jej wycenę. Powstała wtedy dokumentacja mówi o domu o dwóch piętrach podzielonych pięcioma równoległymi korytarzami z osobnym pawilonem dla zarządcy lub rolnika. Najważniejsze pomieszczenia znajdowały się na lewo od wejścia.
W 1860 roku lord Rodolphe Coumont kupił dom od Mariana. Następnie w 1873 roku posiadłość odkupił baron Emil von Erlanger, który zlecił przeniesienie malowideł ściennych na płótno. W 1884 roku posiadłość (już bez obrazów) zakupił Hiszpan Carlos Sounier. Ostatecznie Dom Głuchego został zburzony latem 1909 lub 1913 roku. Z całej posiadłości zachowała się jedynie fontanna z kamienia, którą odkupił duchowny o nazwisku Granada. Na miejscu domu powstała stacja kolejowa o nazwie Goya, a po jej wyburzeniu wybudowano osiedle mieszkaniowe.